# Lester Halbert Germer

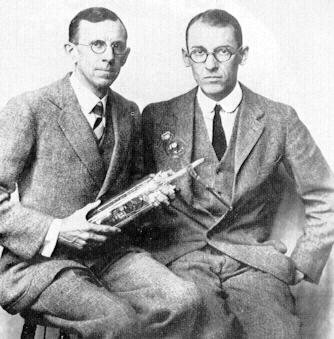
Lester Germer (jobbra) és Clinton Davisson (balra) 1927-ben

Lester Halbert Germer (Chicago, 1896. október 10. – Shawangunk Ridge, 1971. október 3.)  amerikai fizikus volt. Clinton Davissonnal együttműködve megalkotta az anyag hullám-részecske kettősség elméletét, a Davisson–Germer-kísérlettel amely fontos szerepet játszott az elektron mikroszkóp kifejlesztésében. Ezek a kutatások segítették De Broglie elméleti munkáját. Tanulmányozta még a fémek erozióját és a kontakt fizikát. 1931-ben megkapta az Elliot Cresson Medált. 
Az első világháborúban vadászpilótaként szolgált, később a New Jersey-i Bell Laboratóriumban dolgozott. 
1945-ben az akkor 49 éves Germer, új karrierbe kezdett sziklamászóként. Észak-Kelet Amerikában számos helyen mászott, főleg a New York beli Shawangunk-Hegység-ben. Habár az Appalachian Mountain Club szigorúan szabályozta a sziklamászást az időben, Lester sosem volt tagja a klubnak, és összetűzésbe is keveredett a terület vezető mászójával, Hans Kraussal, aki az AMC's Safety Társulat vezetője volt. Egyszer az alábbi indokkal utasították el a mászói engedélyét: "Túl emberszerető és túl lelkes". Lester kedvességéről és segítőkészségéről volt ismert, egyszer "Egyszemélyes mászóiskolának" hívták 
Lester Germer 1971-ben egy héttel a 75. születésnapja előtt szívrohamban halt meg, miközben a Shawangunk-Hegységben mászott. Egészen addig a pontig Lesternek 26 évnyi tökéletes biztonsági rekordja volt. 

## Kitüntetései
1928-ban az Amerikai Fizikai Társaság tagja lett.

## Fordítás
Ez a szócikk részben vagy egészben  a   Lester Germer című angol Wikipédia-szócikk fordításán alapul.  Az eredeti cikk szerkesztőit annak laptörténete sorolja fel. Ez a jelzés csupán a megfogalmazás eredetét és a szerzői jogokat jelzi, nem szolgál a cikkben szereplő információk forrásmegjelöléseként.